# Качкарівська сільська рада
Качкарі́вська сільська́ ра́да — адміністративно-територіальна одиниця та орган місцевого самоврядування в Бериславському районі Херсонської області. Адміністративний центр — село Качкарівка.

## Загальні відомості
Качкарівська сільська рада утворена в 1924 році.
- Територія ради: 148,838 км²
- Населення ради: 2 305 осіб (станом на 2001 рік)
- Водоймища на території, підпорядкованій даній раді: Каховське водосховище.

## Населені пункти
Сільській раді були підпорядковані населені пункти:
- с. Качкарівка
- с. Саблуківка

## Склад ради
Рада складалася з 16 депутатів та голови.
- Голова ради: Бутівчак Юрій Максимович
- Секретар ради: Коваленко Ірина Григорівна

### Керівний склад попередніх скликань
| Прізвище, ім'я, по батькові | Основні відомості                                                 | Дата обрання | Дата звільнення |
| --------------------------- | ----------------------------------------------------------------- | ------------ | --------------- |
| Бутівчак Юрій Максимович    | Сільський голова, 1970 року народження, освіта вища               | 26.03.2006   | 31.10.2010      |
| Бутівчак Юрій Максимович    | Сільський голова, 1970 року народження, освіта вища, безпартійний | 31.10.2010   |                 |

Примітка: таблиця складена за даними сайту Верховної Ради України

### Депутати
За результатами місцевих виборів 2010 року депутатами ради стали:

#### За суб'єктами висування
| Суб'єкт висування                                       | Кількість обраних депутатів | %    |
| ------------------------------------------------------- | --------------------------- | ---- |
| Партія регіонів                                         | 12                          | 75   |
| Комуністична партія України                             | 2                           | 12,5 |
| Політична партія Всеукраїнське об'єднання «Батьківщина» | 1                           | 6,3  |
| Самовисування                                           | 1                           | 6,3  |

#### За округами
| № округу                                                | Прізвище, ім'я, по батькові    | Дата визнання обраним | Освіта  | Партійна приналежність            | Відомості про обраного депутата                     |
| ------------------------------------------------------- | ------------------------------ | --------------------- | ------- | --------------------------------- | --------------------------------------------------- |
| Комуністична партія України                             |                                |                       |         |                                   |                                                     |
| 1                                                       | Диба Лариса Яківна             | 03.11.2010            | середня | позапартійна                      | Качкарівська сільська рада, спеціаліст II категорії |
| 2                                                       | Зозуля Світлана Миколаївна     | 03.11.2010            | середня | член Комуністичної партії України | тимчасово не працює                                 |
| Партія регіонів                                         |                                |                       |         |                                   |                                                     |
| 3                                                       | Ліщук Леонід Григорович        | 03.11.2010            | середня | позапартійний                     | ТОВ «Таврія», інженер                               |
| 5                                                       | Коваленко Ірина Григорівна     | 03.11.2010            | вища    | член Партії регіонів              | Качкарівська сільська рада, секретар                |
| 6                                                       | Маричєва Олена Олександрівна   | 03.11.2010            | вища    | позапартійна                      | Качкарівська сільська рада, інспектор виконкому     |
| 7                                                       | Сіркіч Віктор Олавійович       | 03.11.2010            | вища    | позапартійний                     | Качкарівська загальноосвітня школа, вчитель         |
| 9                                                       | Супрун Алла Йосипівна          | 03.11.2010            | вища    | позапартійна                      | Качкарівська загальноосвітня школа, вчитель         |
| 10                                                      | Роговська Надія Геннадіївна    | 03.11.2010            | середня | член Партії регіонів              | пенсіонер                                           |
| 11                                                      | Кононенко Тетяна Дмитрівна     | 03.11.2010            | вища    | позапартійна                      | ТОВ «Південне», спеціаліст по земельних питаннях    |
| 12                                                      | Кобзар Тетяна Вікторівна       | 03.11.2010            | середня | член Партії регіонів              | Качкарівська дільнича лікарня, медсестра            |
| 13                                                      | Лазаренко Олена Володимирівна  | 03.11.2010            | вища    | член Партії регіонів              | Качкарівська загальноосвітня школа, вчитель         |
| 14                                                      | Кононенко Тетяна Олександрівна | 03.11.2010            | вища    | позапартійна                      | Качкарівська загальноосвітня школа, соцпедагог      |
| 15                                                      | Горбушко Тетяна Григорівна     | 03.11.2010            | вища    | позапартійна                      | Качкарівська загальноосвітня школа, вчитель         |
| 16                                                      | Коваленко Людмила Іванівна     | 03.11.2010            | вища    | позапартійна                      | Качкарівський Будинок культури, художній керівник   |
| Політична партія Всеукраїнське об'єднання «Батьківщина» |                                |                       |         |                                   |                                                     |
| 4                                                       | Кравців Ірина Олександрівна    | 03.11.2010            | середня | позапартійна                      | тимчасово не працює                                 |
| Самовисування                                           |                                |                       |         |                                   |                                                     |
| 8                                                       | Бутівчак Наталя Миколаївна     | 03.11.2010            | середня | позапартійна                      | Качкарівська дільнича лікарня, медсестра            |